# Brières-les-Scellés
 Brières-les-Scellés  es una población y comuna francesa, ubicada en la región de Isla de Francia, departamento de Essonne, en el distrito de Étampes y cantón de Étampes.

## Demografía
| 426 | 528 | 662 | 760 | 868 | 843 |
| Para los censos de 1962 a 1999 la población legal corresponde a la población sin duplicidades (Fuente: INSEE [Consultar]) |     |     |     |     |     |